# 글로벌텍스프리
글로벌텍스프리  Global Tax Free Co., Ltd.)는 대한민국의 택스 리펀드(tax refund) 기업이다. 본사는 서울시 중구 퇴계로 131, 9층(충무로2가, 신일빌딩)에 위치해 있으며 대표이사는 강진원이다.

## 상장
유안타제1호스팩과 합병을 통해 2017년 9월 19일에 코스닥 시장에 상장하였다

## 참고문헌
1. ↑  김우람, 글로벌텍스프리 "해외 자회사 영업 이익 2배 급증 전망", 이투데이, 2024-03-04
2. ↑  신현아, GTF, 해외 자회사 작년 역대급 실적…프랑스 올해 영업익 100억원 돌파 전망, 한국경제, 2024.03.04
3. ↑  김경택, 글로벌텍스프리-유안타제1호스팩, 합병 승인…9월 코스닥 상장, 매일경제, 2017-07-31